# Тим Данкан
Тимоти Теодор Данкан (енгл. Timothy Theodore Duncan; Сент Крој, 25. април 1976) бивши је професионални амерички кошаркаш. Играо је на позицијама крилног центра и центра.
Читаву каријеру провео је као члан Сан Антонио спарса. Као играч те екипе, успео је да освоји пет шампионских прстенова − 1999, 2003, 2005, 2007. и 2014. Три пута је био проглашен за најкориснијег играча НБА финала, изабран је и за НБА рукија године, а два пута је био и најкориснији играч НБА лиге. Наступао је и на 14 Ол стар утакмица, а 13 пута је биран и у најбољи тим лиге, као и у најбољи одбрамбени тим лиге.
Ван терена, Данкан је познат по својој мирној и скромној природи и својој активној филантропији. Дипломирао је психологију и основао Тим Данкан фондацију да подигне свест о здрављу и финансира образовање и омладински спорт у разним деловима Сједињених Држава.

## Рани живот
Данкан је рођен и одрастао у Сент Кроју на Америчким Девичанским острвима. Он је син имиграната из Ангвиле: Јоне, професионалне бабице, и Вилијама Данкана, зидара. Има две старије сестре, Шерил и Тришу, и старијег брата Скота, који је постао филмски редитељ и сниматељ. Шерил је била првакиња у пливању пре него што је постала медицинска сестра, а Триша је пливала за Америчка Девичанска острва на Летњим олимпијским играма у Сеулу 1988.
У школи, Данкан је био надарен ученик и сањао је да постане пливач на олимпијском нивоу као Триша. Родитељи су му давали велику подршку, а Данкан је бриљирао у пливању, постао је истакнути спортиста као тинејџер, и то у дисциплини 50, 100 и 400 метара слободно и желео је да оде на Олимпијске игре 1992. као деи тима Сједињених Америчких Држава.
Током 1989. након што је ураган Хуго уништио једини олимпијски базен на острву, Данкан је био приморан да плива у океану а страх од ајкула уништио је његов ентузијазам за спорт. Доживео је још једну трауму када му је мајка умрла од рака дојке 24. априла 1990. године, дан пре његовог 14. рођендана. На смртној постељи, натерала је Данкана и његове сестре да обећају да ће дипломирати на факултету, што је увелико објаснило Данканово касније одбијање да напусти колеџ раније и пређе у Ен-би-еј.
Данкан више никада није пливао такмичарски, али га је зет инспирисао да се окрене кошарци. У почетку, Данкан је имао потешкоћа да се прилагоди игру. Мислио је да ће му кошарка помоћи да ублажи бол и фрустрацију. Директорка школе St. Croix Country Day Schoo Помрој је рекла: „[Данкан] је био тако огроман. Тако велик и висок, али је у то време био ужасно незгодан.“ Превазишао је своју неспретност да би постао изузетан за Епископалну средњу школу St. Dunstan, са просеком од 25 поена по утакмици као сениор. Његова игра привукла је пажњу неколико универзитета. Кошаркашки тренер Универзитета Вејк Форест, Дејв Одом, посебно се заинтересовао за Данкана након што је шеснаестогодишњак наводно играо са НБА звездом Алонзом Морнингом нерешено у утакмици 5 на 5. Одом је тражио високог, физичи спремног играча да игра близу коша. С обзиром на слаб ниво кошарке на Девичанским острвима, Одом је у почетку био опрезан према Данкану, посебно након што га је први пут срео и помислио да је непажљив; Данкан је тупо зурио у Одома већи део разговора. Али након првог разговора, Одом је схватио да је ово само Данканово понашање и открио је да он није само талентован спортиста већ и да брзо учи. Поред понуђених стипендија Универзитета Хартфорд, Универзитета Делавер и Провиденс колеџа, Данкан се придружио Odom's Wake Forest Demon Deacons.

## Каријера

### Колеџ
У години пре почетка студија на Универзитету Вејк Форест, Demon Deacons
су стигли до кола НЦАА Дивизије I у мушкој кошарци у којем се такмичи последњих 16 тимова, али су потом изгубили најбољег стрелца Роднија Роџерса, који је ушао на НБА драфту 1993. године. У сезони НЦАА 1993–94, тренер Дејв Одом је размишљао да уђе Данкана, али је био приморан да игра с њим након што је колега бруцош Макхтар Н'Диаје прекршио правила НЦАА и на крају прешао у Мичиген. Данкан се борио са проблемима у раној транзицији и чак је остао без резултата у својој првој утакмици на колеџу, али како је година одмицала, он и саиграч Рендолф Чајлдрес су довели Диконсе до рекорда победа и пораза од 20–11. Данканов стил игре је био једноставан, али ефикасан, комбинујући низ потеза ниског поста, шутева из средњег домета и чврсту одбрану. Изабран је да представља САД на Играма добре воље 1994. У међувремену, Данкан је радио на дипломирању из психологије, а такође је похађао часове антропологије и кинеске књижевности. Упркос његовој великој усредсређености на кошарку, председница одељења за психологију Вејк Фореста Дебора Бест је рекла: „Тим... је био један од мојих интелектуалнијих студената... Осим његове висине, нисам могла да га разликујем од било ког другог студента у Вејк Форесту." Данкан је такође стекао репутацију стоичког играча, до те мере да су га противнички фанови исмевали као „господин Спок“, прототип логичног, дистанцираног лика из Звезданих стаза.
У сезони НЦАА 1994–95, био је студент друге године. Убрзо је проглашен за једног од најбољих перспективних међу онима који су квалификовани за НБА, заједно са вршњацима Џоом Смитом, Рашидом Воласом и Џеријем Стекхаусом. Генерални менаџер Лос Анђелес лејкерса Џери Вест је сугерисао да би Данкан могао да постане најбољи избор на НБА драфту 1995. ако оде раније; међутим, Данкан је рекао да нема намеру да буде професионални играч пре дипломирања, упркос плану НБА да успотави рњу границу плата почетницима 1996. године. Иако је то значило да губи велике количине новца, Данкан није желео да одступи од одлуке да настави са студијама. У тој сезони, предводио је Demon Deacons у шампионску утакмицу Atlantic Coast Conference (ACC) против Рашида Воласа из Северне Каролине Тар Хеис. Током те утакмице, Данкан је неутралисао Воласа, док је Чајлдрес запечатио победу скоком при четири секунде до краја продужетка. На НЦАА турниру, Demon Deacons су стигли до Sweet 16. У игри против Оклахома Стејта, Данкан је постигао 12 поена уз 22 скока и осам блокада, надигравши
, али је Вејк Форест ипак изгубио резултатом 71–66. Данкан је завршио сезону са просеком од 16,8 поена и 12,5 скокова по утакмици, проглашен је за одбрамбеног играча године и постао трећи најбољи блокер шута у историји НЦАА са 3,98 блокова по утакмици. Такође је изабран за први тим All-ACC, што ће поновити у две преостале године у Вејк Форесту. Током NCAA сезоне 1995–96, Уејк Форест је изгубио Чилдреса, који је дипломирао претходне сезоне и ушао у НБА. У Чилдресовом одсуству, Дaнкан је предводио тим до рекорда од 12–4 у ACC-у и укупног рекорда од 26–6.
На колеџу, Данкан је са Марком Лиријем био коаутор поглавља у књизи о социјалној психологији Aversive Interpersonal Behaviors . Након што је стекао факултетску диплому из психологије, Данкан је ушао на НБА драфт 1997. године. Током 2009. Данкан је уврштен у спортску кућу славних Вејк Форест.

## Лични живот
Он је оженио Ејми Шерил у јулу 2001. Пар има двоје деце. Развели су се у августу 2013. 2017. Данкан и његова девојка су дочекали своје прво дете.
Он је 2001. основао Фондацију Тим Данкан за финансирање програма из области здравствене свести и истраживања, образовање и омладински спорт и рекреацију у Сан Антонију, Винстон-Салему и Девичанским острвима Сједињених Држава. Главни догађаји фондације су били Tim Duncan Bowling for Dollar$ Charity Bowl-A-Thon и the Slam Duncan Charity Golf Classic. Између 2001. и 2002. фондација је прикупила више од 350.000 долара за истраживање рака дојке и простате. За те две године, Данкана је Sporting News прогласио за једног од „добрих момака” у спорту. Данкан је такође подржао Children's Bereavement Center, Children's Center of San Antonio и Cancer Therapy and Research Center. У августу 2017, BlackJack Speed Shop, у партнерству са Фондацијом Тим Данкан, организовао је доставу хитно потребних залихе за жртве урагана Харви.
Дункан наводи покојну мајку као своју главну инспирацију. Између осталог, научила га је и његове сестре дечију песму Добро, Боље, Најбоље. Никад не дај да почине/Док твоје Добро не буде Боље, а твоје Боље не буде Најбоље, коју је усвојио као свој лични мото. На терену и ван терена, верује да су три најважније вредности посвећеност, тимски рад и другарство. Изабрао је да носи број 2с јер је то био број његовог зета на колеџу, пошто је он био Дунканова главна кошаркашка инспирација. Дункан такође наводи члана Куће славних и плејмејкера Лос Анђелес Лејкерса, Мегија Џонсона, као свој идол из детињства.
Љубитељ је фестивала на тему ренесансе и воли игру улога Dungeons & Dragons.
Током 2015. Данкан је тужио свог бившег саветника за инвестиције, тврдећи да је због њега изгубио преко 20 милиона долара. У септембру 2016, савезна велика порота оптужила је саветника по две тачке за превару у вези са овим случајем. У априлу 2017, саветник се изјаснио кривим за  превару у овом случају; у јуну 2018. постигао је нагодбу и добио 7,5 милиона долара.
Данкан је одликован Орденом части Девичанских острва, највишин одликовање коју додељује територијална влада Девичанских острва, и прослављена је на неколико церемонија „Дан Тима Данкана“. Председник законодавног тела Девичанских острва Варгрејв Ричардсје 2000. изјавио: „Он је тихи џин. Његов опуштен став је оличење људи Сент Кроа, који раде ствари без помпе и галаме.“
У марту 2020, Данкан је понудио да плати авионске карте за студенте на Америчким Девичанским острвима да путују кући током пандемије ковида 19.

## Успеси

### Клупски
- Сан Антонио спарси:
  - НБА (5): 1998/99, 2002/03, 2004/05, 2006/07, 2013/14.

### Репрезентативни
- Олимпијске игре:  2004.
- Америчко првенство:  1999, 2003.
- Игре добре воље:  1994.
- Универзијада:  1995.

### Појединачни
- Најкориснији играч НБА (2): 2001/02, 2002/03.
- Најкориснији играч НБА финала (3): 1998/99, 2002/03, 2004/05.
- НБА Ол-стар меч (15): 1998, 2000, 2001, 2002, 2003, 2004, 2005, 2006, 2007, 2008, 2009, 2010, 2011, 2013, 2015.
- Најкориснији играч НБА Ол-стар меча (1): 2000.
- Идеални тим НБА — прва постава (10): 1997/98, 1998/99, 1999/00, 2000/01, 2001/02, 2002/03, 2003/04, 2004/05, 2006/07, 2012/13.
- Идеални тим НБА — друга постава (3): 2005/06, 2007/08, 2008/09.
- Идеални тим НБА — трећа постава (2): 2009/10, 2014/15.
- Идеални одбрамбени тим НБА — прва постава (8): 1998/99, 1999/00, 2000/01, 2001/02, 2002/03, 2004/05, 2005/07, 2007/08.
- Идеални одбрамбени тим НБА — друга постава (7): 1997/98, 2003/04, 2005/06, 2008/09, 2009/10, 2012/13, 2014/15.
- НБА новајлија године: 1997/98.
- Идеални тим новајлија НБА — прва постава: 1997/98.
- НБА саиграч године (1): 2014/15.

## Статистике
| † | Означава сезоне у којима је Данкан освојио НБА титулу |

### Регуларна сезона
| Сезона   | Екипа       | ОУ    | СУ    | МПУ  | ПШ%  | 3П%  | СБ%  | СПУ  | АПУ | УПУ | БПУ | ППУ  |
| -------- | ----------- | ----- | ----- | ---- | ---- | ---- | ---- | ---- | --- | --- | --- | ---- |
| 1997–98  | Сан Антонио | 82    | 82    | 39.1 | .549 | .000 | .662 | 11.9 | 2.7 | .7  | 2.5 | 21.1 |
| 1998–99† | Сан Антонио | 50    | 50    | 39.3 | .495 | .143 | .690 | 11.4 | 2.4 | .9  | 2.5 | 21.7 |
| 1999–00  | Сан Антонио | 74    | 74    | 38.9 | .490 | .091 | .761 | 12.4 | 3.2 | .9  | 2.2 | 23.2 |
| 2000–01  | Сан Антонио | 82    | 82    | 38.7 | .499 | .259 | .618 | 12.2 | 3.0 | .9  | 2.3 | 22.2 |
| 2001–02  | Сан Антонио | 82    | 82    | 40.6 | .508 | .100 | .799 | 12.7 | 3.7 | .7  | 2.5 | 25.5 |
| 2002–03† | Сан Антонио | 81    | 81    | 39.3 | .513 | .273 | .710 | 12.9 | 3.9 | .7  | 2.9 | 23.3 |
| 2003–04  | Сан Антонио | 69    | 68    | 36.6 | .501 | .167 | .599 | 12.4 | 3.1 | .9  | 2.7 | 22.3 |
| 2004–05† | Сан Антонио | 66    | 66    | 33.4 | .496 | .333 | .670 | 11.1 | 2.7 | .7  | 2.6 | 20.3 |
| 2005–06  | Сан Антонио | 80    | 80    | 34.8 | .484 | .400 | .629 | 11.0 | 3.2 | .9  | 2.0 | 18.6 |
| 2006–07† | Сан Антонио | 80    | 80    | 34.1 | .546 | .111 | .637 | 10.6 | 3.4 | .8  | 2.4 | 20.0 |
| 2007–08  | Сан Антонио | 78    | 78    | 34.0 | .497 | .000 | .730 | 11.3 | 2.8 | .7  | 1.9 | 19.3 |
| 2008–09  | Сан Антонио | 75    | 75    | 33.6 | .504 | .000 | .692 | 10.7 | 3.5 | .5  | 1.7 | 19.3 |
| 2009–10  | Сан Антонио | 78    | 77    | 31.3 | .519 | .182 | .725 | 10.1 | 3.2 | .6  | 1.5 | 17.9 |
| 2010–11  | Сан Антонио | 76    | 76    | 28.3 | .500 | .000 | .716 | 8.9  | 2.7 | .7  | 1.9 | 13.4 |
| 2011–12  | Сан Антонио | 58    | 58    | 28.2 | .492 | .000 | .695 | 9.0  | 2.3 | .7  | 1.5 | 15.4 |
| 2012–13  | Сан Антонио | 69    | 69    | 30.1 | .502 | .286 | .817 | 9.9  | 2.7 | .7  | 2.7 | 17.8 |
| 2013–14† | Сан Антонио | 74    | 74    | 29.2 | .490 | .000 | .731 | 9.7  | 3.0 | .6  | 1.9 | 15.1 |
| 2014–15  | Сан Антонио | 77    | 77    | 28.9 | .512 | .286 | .740 | 9.1  | 3.0 | .8  | 2.0 | 13.9 |
| 2015–16  | Сан Антонио | 61    | 60    | 25.2 | .488 | .000 | .702 | 7.3  | 2.7 | .8  | 1.3 | 8.6  |
| Каријера | Каријера    | 1,392 | 1,389 | 34.0 | .506 | .179 | .696 | 10.8 | 3.0 | .7  | 2.2 | 19.0 |
| Ол-стар  | Ол-стар     | 14    | 12    | 21.1 | .549 | .250 | .765 | 9.1  | 2.1 | .9  | .6  | 9.9  |

### Доигравање
| Сезона   | Екипа       | ОУ  | СУ  | МПУ  | ПШ%  | 3П%   | СБ%  | СПУ  | АПУ | УПУ | БПУ | ППУ  |
| -------- | ----------- | --- | --- | ---- | ---- | ----- | ---- | ---- | --- | --- | --- | ---- |
| 1998     | Сан Антонио | 9   | 9   | 41.6 | .521 | .000  | .667 | 9.0  | 1.9 | .6  | 2.6 | 20.7 |
| 1999†    | Сан Антонио | 17  | 17  | 43.1 | .511 | .000  | .748 | 11.5 | 2.8 | .8  | 2.6 | 23.2 |
| 2001     | Сан Антонио | 13  | 13  | 40.5 | .488 | 1.000 | .639 | 14.5 | 3.8 | 1.1 | 2.7 | 24.4 |
| 2002     | Сан Антонио | 9   | 9   | 42.2 | .453 | .333  | .822 | 14.4 | 5.0 | .7  | 4.3 | 27.6 |
| 2003†    | Сан Антонио | 24  | 24  | 42.5 | .529 | .000  | .677 | 15.4 | 5.3 | .6  | 3.3 | 24.7 |
| 2004     | Сан Антонио | 10  | 10  | 40.5 | .522 | .000  | .632 | 11.3 | 3.2 | .8  | 2.0 | 22.1 |
| 2005†    | Сан Антонио | 23  | 23  | 37.8 | .464 | .200  | .717 | 12.4 | 2.7 | .3  | 2.3 | 23.6 |
| 2006     | Сан Антонио | 13  | 13  | 37.9 | .573 | .000  | .718 | 10.5 | 3.3 | .8  | 1.9 | 25.8 |
| 2007†    | Сан Антонио | 20  | 20  | 36.8 | .521 | -     | .644 | 11.5 | 3.3 | .7  | 3.1 | 22.2 |
| 2008     | Сан Антонио | 17  | 17  | 39.2 | .449 | .200  | .626 | 14.5 | 3.3 | .9  | 2.1 | 20.2 |
| 2009     | Сан Антонио | 5   | 5   | 32.8 | .532 | -     | .607 | 8.0  | 3.2 | .6  | 1.2 | 19.8 |
| 2010     | Сан Антонио | 10  | 10  | 37.3 | .520 | .500  | .478 | 9.9  | 2.6 | .8  | 1.7 | 19.0 |
| 2011     | Сан Антонио | 6   | 6   | 35.3 | .478 | -     | .625 | 10.5 | 2.7 | .5  | 2.5 | 12.7 |
| 2012     | Сан Антонио | 14  | 14  | 33.1 | .495 | .000  | .707 | 9.4  | 2.8 | .7  | 2.1 | 17.4 |
| 2013     | Сан Антонио | 21  | 21  | 35.0 | .470 | .000  | .806 | 10.2 | 1.9 | .9  | 1.6 | 18.1 |
| 2014†    | Сан Антонио | 23  | 23  | 32.7 | .523 | .000  | .760 | 9.1  | 1.9 | .3  | 1.3 | 16.3 |
| 2015     | Сан Антонио | 7   | 7   | 35.7 | .589 | .000  | .559 | 11.1 | 3.3 | 1.3 | 1.4 | 17.9 |
| 2016     | Сан Антонио | 10  | 10  | 21.8 | .423 | -     | .714 | 4.8  | 1.4 | .2  | 1.3 | 5.9  |
| Каријера | Каријера    | 251 | 251 | 37.3 | .501 | .143  | .689 | 11.4 | 3.0 | .7  | 2.3 | 20.6 |